# Municipio de Ruddell
El municipio de Ruddell (en inglés: Ruddell Township) es un municipio ubicado en el condado de Independence en el estado estadounidense de Arkansas. En el año 2010 tenía una población de 10164 habitantes y una densidad poblacional de 143,18 personas por km².

## Geografía
El municipio de Ruddell se encuentra ubicado en las coordenadas 35°47′40″N 91°40′56″O / 35.79444, -91.68222. Según la Oficina del Censo de los Estados Unidos, el municipio tiene una superficie total de 70.99 km², de la cual 69.45 km² corresponden a tierra firme y (2.16%) 1.54 km² es agua.

## Demografía
Según el censo de 2010, había 10164 personas residiendo en el municipio de Ruddell. La densidad de población era de 143,18 hab./km². De los 10164 habitantes, el municipio de Ruddell estaba compuesto por el 82.37% blancos, el 4.92% eran afroamericanos, el 0.72% eran amerindios, el 1.17% eran asiáticos, el 0.32% eran isleños del Pacífico, el 8.23% eran de otras razas y el 2.26% pertenecían a dos o más razas. Del total de la población el 13.95% eran hispanos o latinos de cualquier raza.